# Забузній Дмитро Вікторович
Дмитро́ Ві́кторович Забузній («Мягкий») — старший солдат, оператор відділення управління вогнем і маневру підрозділами взводу управління командира батареї 2-го ГАБАТР гаубичного артилерійського дивізіону ОЗСП «Азов», учасник російсько-української війни, що трагічно загинув під час російського вторгнення в Україну в 2022 році.
Був поранений 21 березня і до 26 березня боровся за життя.

## Життєпис
Народився 10 липня 1995 у селищі Турбів на Вінниччині. Після закінчення 9 класу Турбівської ЗОШ №2 вступив у Вінницький коледж Національного університету харчових технологій. Там навчався на освітньо-професійній програмі «Обслуговування компʼютерних мереж і систем». 
У 2015 році Дмитро вирішив підписати контракт із ЗСУ. Служив у 101-му окремому полку звʼязку. Після навчання був направлений до 30-ї окремої механізованої бригади розвідником. Брав участь в АТО на сході України .
Дуже любив тварин, особливо собак. Під час служби завжди їх підгодовував. Одну із тварин навіть привіз додому з полігону.
У 2017 році в нього закінчився контракт. На деякий час Дмитро вирішив повернутися до цивільного життя. Одружився, почав пробувати себе в різних професіях. Проте все ніяк не міг знайти свого призначення й у 2019-му підписав контракт з Національною гвардією України. А наступного року здійснив свою мрію – перевівся у полк «Азов». Проходив службу в Маріуполі, де і зустрів початок повномасштабного вторгнення. Попри погіршення ситуації, важкі бої на околицях міста, брак озброєння, їжі та медикаментів, Дмитро оберігав спокій рідних і ніколи не жалівся на складні обставини. 

## Загибель
Загинув 26 березня 2022 обороняючи Маріуполь.
Його тіло змогли повернути додому і поховати з почестями тільки через 8 місяців після загибелі.
У Дмитра залишилися батьки, дружина і молодший брат.

## Вшанування пам'яті
У рідному селищі Турбів встановили меморіальну дошку на честь Дмитра.
Біографічну статтю про воїна вміщено в меморіальному виданні «Янголи Маріуполя» (Вінниця, 2025).

## Нагороди
- орден «За мужність» III ступеня (2022, посмертно) — за особисту мужність і самовіддані дії, виявлені у захисті державного суверенітету та територіальної цілісності України, вірність військовій присязі, зразкове виконання службового обов’язку.
- відзнака Президента України «За участь у АТО»
- медаль «За оборону рідної держави»